# Margaret Aston
Pour les articles homonymes, voir Aston.
Margaret Aston (9 octobre 1932 - 22 novembre 2014), est une historienne et universitaire britannique spécialisée dans la fin du Moyen Âge et l'histoire de l’Église d’Angleterre à la fin du Moyen Âge et du début de l'époque moderne. Elle s'intéresse particulièrement au mouvement lollard.

## Biographie
Margaret Evelyn Bridges naît à Londres en 1932, fille d'Edward Bridges, haut fonctionnaire, et de son épouse Monica Farrer. Son grand-père paternel est le poète Robert Bridges, et son arrière-grand-père, Alfred Waterhouse, est architecte. Ses grands-parents maternels sont Thomas Farrer, 2e baron Farrer et Evelyn Mary Spring Rice, la sœur de Cecil Spring Rice,. Elle passe ses premières années à Goodman's Furze près d'Epsom, dans le Surrey. Elle fait ses études à la Downe House School, un pensionnat indépendant pour filles dans le Berkshire. Elle devient préfète de son école.
Elle reçoit une bourse pour étudier l'histoire à l'Université d'Oxford et s'inscrit à Lady Margaret Hall en 1951. Elle étudie la clarinette avec Jack Brymer et joue du piano. Elle obtient un baccalauréat ès arts (BA), puis est promue maître ès arts (MA Oxon) selon la tradition. Elle soutient une thèse de doctorat en 1962 sur Thomas Arundel, archevêque d'York sous le règne de Richard II, violemment opposé aux Lollards, sous la direction de K. B. McFarlane, alors « autorité prééminente sur l'Angleterre du XVe siècle »,.

## Carrière universitaire
En 1956, Aston est nommée chargée de cours au St Anne's College d'Oxford. Entre 1960 et 1961, elle est en Allemagne pour entreprendre des recherches en tant que boursière Theodor Heuss. À son retour en Angleterre, elle obtient un poste de recherche au Newnham College à Cambridge. De 1966 à 1969, elle est chargée de cours à l'Université catholique d'Amérique à Washington. Elle publie en 1967 une biographie de l'archevêque Thomas Arundel. Son livre suivant, The Fifteenth Century: The Prospect of Europe, est écrit lors d'une résidence à la Bibliothèque Folger Shakespeare à Washington et publié en 1968.

## Travail en Irlande du Nord
En 1954, elle épouse Trevor Aston, historien et fellow du Corpus Christi College d'Oxford. Après leur séparation, elle se remarie en 1971 avec Paul Buxton. Il est diplomate puis fonctionnaire. Le couple a deux enfants.
Son mari est nommé sous-secrétaire pour l'Irlande du Nord dans les années 1980 et la famille vit durant huit ans à Holywood, dans le comté de Down, où elle poursuit sa carrière, notamment de 1984 à 1985, comme chercheuse principale à l'université Queen's de Belfast. Elle écrit ce qui est décrit comme son œuvre phare, England’s Iconoclasts.

## Fin de vie
Aston meurt à Ongar, dans l'Essex, des suites d'une chute, le 22 novembre 2014, à l'âge de 82 ans,.

## Honneurs
- 1962 : membre de la Royal Historical Society (FRHistS)[6].
- 1987 : Fellow de la Society of Antiquaries of London (FSA)[7].
- 1994 : Fellow of the British Academy (FBA)[8].
- 2000-2001 : présidente de la Ecclesiastical History Society (2000-2001)[9].
- 2009 : un recueil de mélanges est édité en son honneur : Image, Text, and Church, 1380–1600. Essays for Margaret Aston, éd. Linda Clark, Maureen Jurkowski & Colin Richmond, Toronto, Pontifical Institute of Mediaeval Studies, 2009, (Papers in Mediaeval Studies, 20)  (ISBN 978- 0-88844-820-0)[10].
- 2013 : commandeur de l'ordre de l'Empire britannique (CBE) « pour ses services à la recherche historique », lors des honneurs de l'anniversaire de la reine en 2013.

## Publications
- Thomas Arundel: A Study of Church Life in the Reign of Richard II, Oxford, Clarendon Press, 1967 (ISBN 0198213484)
- The Fifteenth Century: The Prospect of Europe, London, Thames & Hudson, 1968
- Lollards and Reformers: Images and Literacy in Late Medieval Religion, London, Hambledon Press, 1984 (ISBN 0907628184)
- England's Iconoclasts: Laws Against Images, Oxford, Clarendon Press, 1988 (ISBN 0198224389)
- The King's Bedpost: Reformation and Iconography in a Tudor Group Portrait, Cambridge, Cambridge University Press, 1993 (ISBN 052148457X)
- Faith and Fire: Popular and Unpopular Religion, 1350-1600, London, Hambledon, 1993 (ISBN 1852850736)
- The Panorama of the Renaissance, London, Thames & Hudson, 1996 (ISBN 9780500017272)
- The Renaissance Complete, London, Thames & Hudson, 2009 (ISBN 0500284598)
- Broken Idols of the English Reformation, Cambridge, Cambridge University Press, 2014 (ISBN 9780521770187)[11]